# Guiyeoni
Guiyeoni es el nombre de pluma de la novelista de internet Lee Yoon-sae.  

## Carrera
Alcanzó la fama con sus novelas He Was Cool y Romance of Their Own, que dieron lugar al éxito comercial de las películas del mismo nombre, al igual su otro libro, A Wolf's Attraction. 
Desde entonces, uno de sus libros, Do Re Mi Fa So La Ti Do, fue llevado al cine y protagonizado por Jang Keun Suk. A pesar de su éxito comercial, Guiyeoni ha sido criticada por su falta de perfección literaria, el uso excesivo de emoticones, y ajustes poco realistas en sus obras. Además de las mencionadas novelas, también es la autora de Africa, Five Stars, y escribió e ilustró un manhwa llamado Syndrome.

## Obras
- He Was Cool
- Romance of Their Own
- Do Re Mi Fa So La Ti Do
- Finding An Angel
- Five Stars
- Temptation of Wolves